# Bogutschar
Bogutschar (russisch Богуча́р) ist eine kleine Stadt in Russland in der Oblast Woronesch mit 11.811 Einwohnern (Stand 14. Oktober 2010). Sie liegt am Fluss Bogutscharka, einem Nebenfluss des Don, sowie an der russischen Fernstraße M4 von Moskau nach Noworossijsk.

## Geschichte

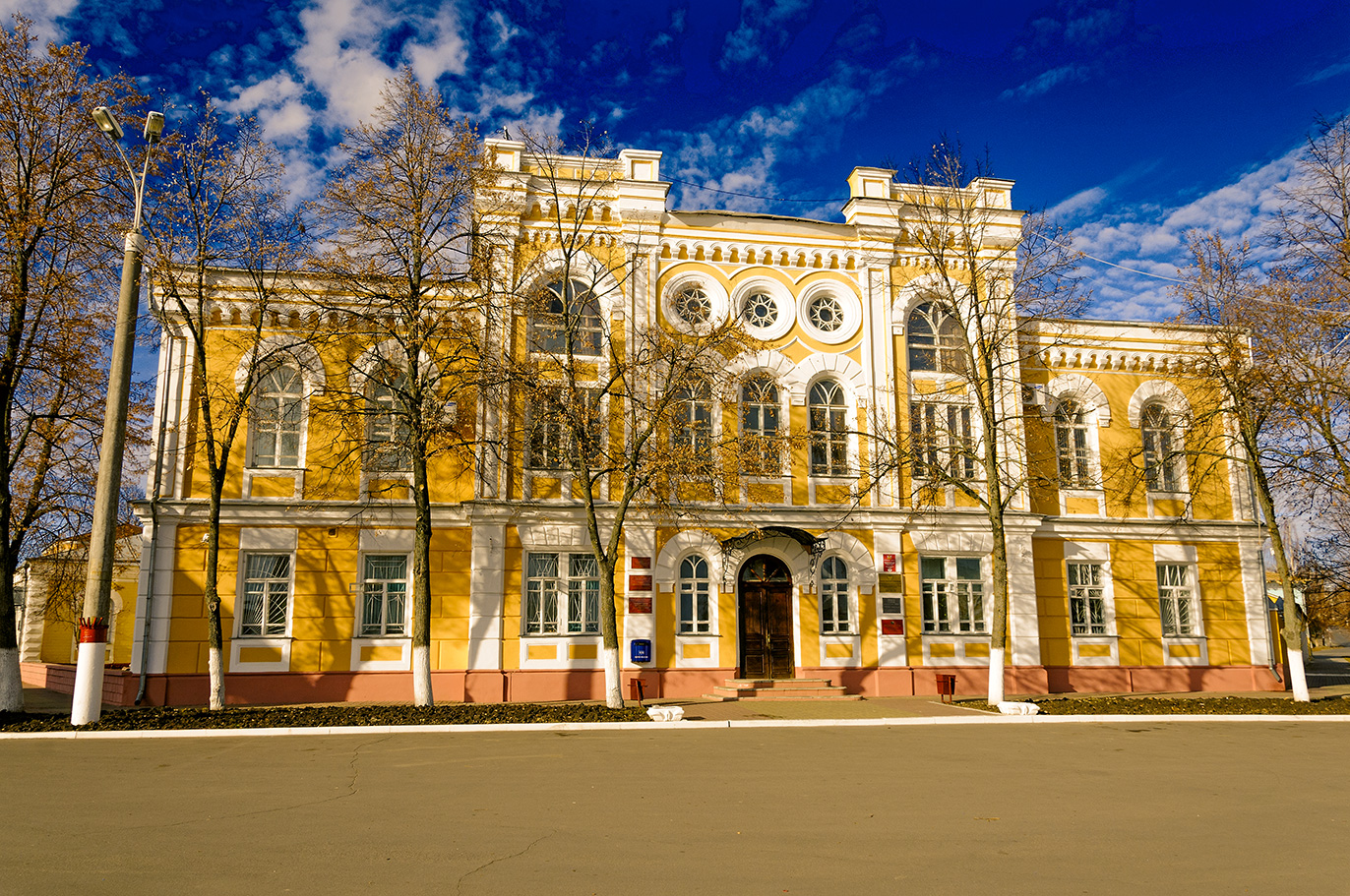
Gebäude der Semstwo-Verwaltung

Als Gründungsjahr der Stadt Bogutschar gilt 1701. Damals wurden dort etwa 200 Kosaken angesiedelt. In den 1720er-Jahren wurde im Ort eine erste steinerne Kirche gebaut, es entstanden auch mehrere Handwerksbetriebe. Die Stadtrechte wurden dem Ort 1779 verliehen, als er bereits mehrere Tausend Einwohner hatte. Im 18. und 19. Jahrhundert wurden in Bogutschar vorwiegend Landwirtschaft sowie Handel betrieben.
Während des Zweiten Weltkrieges war Bogutschar vom 10. Juli bis zum 19. Dezember 1942 von der deutschen Wehrmacht besetzt. In dieser Zeit wurden in der Stadt über 250 Gebäude zerstört.
Nach Abzug der russischen Truppen aus Ostdeutschland wurden in Bogutschar mit deutschen Geldern Wohnviertel für zurückverlegte Soldaten gebaut und Bogutschar so zur Garnisonsstadt.

### Bevölkerungsentwicklung
| Jahr | Einwohner |
| ---- | --------- |
| 1897 | 6.636     |
| 1926 | 7.958     |
| 1939 | 4.274     |
| 1959 | 3.444     |
| 1970 | 6.606     |
| 1979 | 7.277     |
| 1989 | 8.499     |
| 2002 | 13.756    |
| 2010 | 11.811    |

Anmerkung: Volkszählungsdaten

## Wirtschaft
Die Industrie der Stadt besteht in jüngster Zeit aus Nahrungsmittelbetrieben und einem Baustoffwerk. Allgemein ist der Rajon Bogutschar aber bis heute eher landwirtschaftlich geprägt.

## Söhne und Töchter des Ortes
- Alexander Afanassjew (1826–1871), Folklorist und Herausgeber
- Mark Hambourg (1879–1960), Pianist
- Sergei Tkatschow (* 1989), Fußballspieler